# Scott Colton
Scott Colton (Deerfield (Illinois), 6 mei 1980), beter bekend als Colt Cabana, is een Amerikaans professioneel worstelaar die vooral bekend is van zijn tijd bij World Wrestling Entertainment (WWE), van 2006 tot 2009.

## In worstelen
- Finishers
  - Chicago Crab / Billy Goat's Curse
  - Colt .45

- Signature moves
  - Lake Shore Drive
  - Lariat
  - Multiple pinning variations
  - Bionic elbow
  - Cabanarama
  - Canadian Bacon Leaf
  - Diving leg drop
  - Flying Asshole
  - Frankensteiner
  - Powerbomb
  - Ram–Man
  - Sitout scoop slam piledriver
  - Springboard moonsault
  - Tornado Suplex

- Managers
  - Lucy
  - Traci Brooks
  - Bobby Heenan
  - Lacey
  - Daizee Haze
  - Dave Prazak
  - C. Edward Vander Pyle

## Prestaties
- 1 Pro Wrestling
  - 1PW Tag Team Championship (1 keer met Darren Burridge)

- All-Star Championship Wrestling
  - ACW Heavyweight Championship (1 keer)

- All Star Wrestling
  - ASW People's Championship (1 keer)

- Christian Wrestling Alliance
  - CWA Heavyweight Championship (1 keer)

- Extreme Wrestling Federation
  - EWF Xtreme 8 Tournament winner (2004)

- Independent Wrestling Association Mid-South
  - IWA Mid-South Heavyweight Championship (1 keer)

- Insane Wrestling Federation
  - IWF Michigan Heavyweight Championship (1 keer)

- International Wrestling Cartel
  - IWC Heavyweight Championship (1 keer)
  - IWC Super Indy Championship (1 keer)

- Landmark Wrestling Federation
  - LWF Heavyweight Championship (1 keer)

- Mid-American Wrestling
  - MAW Heavyweight Championship (1 keer)

- NWA Midwest
  - NWA Illinois Heavyweight Championship (1 keer)

- Ohio Valley Wrestling
  - OVW Television Championship (1 keer)
  - OVW Southern Tag Team Championship (2 keer; 1x met Charles Evans en 1x met Shawn Spears)

- Pro Wrestling WORLD-1 Great Lakes
  - WORLD-1 Great Lakes Openweight Championship (1 keer)

- Ring of Honor
  - ROH Tag Team Championship (2 keer met CM Punk)

- Steel Domain Wrestling
  - SDW Television Championship (1 keer)

- UWA Hardcore Wrestling
  - UWA Canadian Championship (1 keer)

- Andere titels
  - ICW/ICWA Texarkana Television Championship (5 keer)
  - MCW Tag Team Championship (1 keer met Steve Stone)
  - MMW Heavyweight Championship (1 keer)
  - PWF Cruiserweight Championship (1 keer)
  - WC Heavyweight Championship (1 keer)